# Barbara Fitzgerald
Pour les articles homonymes, voir Fitzgerald.
Barbara Fitzgerald (16 décembre 1911 - 21 mai 1982) est une romancière irlandaise.

## Biographie
Barbara Fitzgerald est née Barbara Gregg à Cork le 16 décembre 1911. Ses parents sont John Allen Fitzgerald Gregg et Anna Gregg (née Jennings). Fitzgerald passe sa jeunesse à Kilkenny et Dublin, et fréquente l'école en Angleterre. Elle entre au Trinity College de Dublin en 1931. En 1933, elle est diplômée avec félicitations, en italien et en français. Elle épouse Michael Fitzgerald Somerville, le 21 août 1935 à St Bartholomew's Church à Dublin. En tant que mariage de la haute société, des personnes attendent dans les rues de Ballsbridge pour voir passe les participants du mariage. Le père de Fitzgerald officie pour la cérémonie de mariage. Le couple passe sa lune de miel en Écosse. Son mari est directeur dans l'industrie pétrolière et le couple vit en Afrique de l'Ouest jusqu'au début de la Seconde Guerre mondiale quand ils retournent en Angleterre. Son beau-père est Henry Boyle Townshend Somerville, assassiné le 14 mars 1936 par l'IRA.
Son premier roman, We are besieged, est publié en 1946 et décrit la destruction de Butler Hill, une grande maison irlandaise en 1920. Certaines scènes et les paramètres sont similaires à ceux utilisés par Elizabeth Bowen. Son deuxième roman, Footprints upon water, est d'abord publié en 1955 puis réédité après sa mort en 1983. We are besieged est réédité en 2011 et Footprints upon water en 2012, conduisant à une redécouverte de son œuvre,,.
Fitzgerald prend sa retraite en Irlande en 1968 avec son mari. Elle souffre d'une mauvaise santé pendant plusieurs années doublée d'une démence précoce. Elle meurt à Dublin le 21 mai 1982. Elle a un fils, Julian et une fille, Christina.